# Drekavac
Der Drekavac (auch Drekavats, was „der Schreier“ bedeuten soll) ist eine Gestalt der Serbischen Mythologie. Die Kreatur entsteht aus der Seele eines vor der Taufe verstorbenen Kindes.

## Etymologie
Das Wort „Drekavac“ kann „der Schreier“ bedeuten, jedoch ist eine bessere Übersetzung „jemand, der beim Schreien weint“, abgeleitet vom Wort „Drečati“ (etwa: Babygeschrei, „Geplärre“). Dies liegt auch am Glauben, dass der Drekavac eine ungetaufte Kinderseele sei.

## Beschreibung des Wesens
Über den Drekavac existieren viele unterschiedliche Vorstellungen. In manchen Beschreibungen besitzt  er einen langgestreckten, gefleckten und spindeldürren Körper mit einem unverhältnismäßig großen Schädel. Andere schreiben ihm ein vogelartiges Aussehen zu. In modernen fiktionalen Darstellungen taucht der Drekavac als hunde- oder fuchsartiges Tier mit starken, känguruähnlichen Hinterbeinen auf; manchmal auch in der Gestalt eines Kleinkindes. Was jedoch allen Beschreibungen gemein ist, ist der durchdringende, schreckenerregende Schrei des Wesens.
Es wird geglaubt, dass man den Drekavac nachts sehen könne, besonders um die Zeit der Zwölf Weihnachtstage (die Zeit zwischen dem 25. Dezember bis zum 6. Januar; im Serbischen als ungetaufte Tage bezeichnet) und gegen Frühlingsbeginn, wo die bösen Geister und Dämonen am häufigsten auftreten sollen.
In der Gestalt eines Kindes soll der Drekavac den nahen Tod einer Person ankündigen, in Tiergestalt wird er für das Verenden von Vieh verantwortlich gemacht. Der Drekavac verschont zumeist seine Eltern und kann mit Hunden ferngehalten werden, vor denen er große Furcht zeigt.
Der Drekavac ist Bestandteil von Schauermärchen für Kinder, zu vergleichen in etwa mit dem Schwarzen Mann der westlichen Welt. Jedoch ist diese Geschichte wahrscheinlich wirkungsvoller, insbesondere in ländlichen und abgeschiedenen Gebieten, wo die Kinder sicherlich von Zeit zu Zeit von draußen Tierschreie hören können und diese mit der Kreatur verbinden und sie für real halten werden, was dazu beiträgt, sie nahe am Haus zu halten, um zu verhindern, dass sie sich allzu weit davon entfernen. In den urbanen Gebieten ist der Glaube deutlich abgeschwächt, hier wird meist die Geschichte der Baba Jaga erzählt.

## Zugesprochene Eigenschaften
- Manche glauben, dass die Arten von Drekavac von Region zu Region andersgestaltig sind. Üblicherweise wird er als über einen Meter groß und vierfüßig beschrieben. In einigen Sagen leben die Wesen in Rudeln oder verstecken sich in Höhlen und Tunneln.
- Es herrscht der Glaube, dass der Drekavac nur Frieden mit seiner Seele finden kann; man kann ihn weder töten noch überwinden. Es wird gesagt, dass wenn das Wesen in Gestalt eines Kindes schreit, man zu ihm gehen könne und es taufen müsste, um es zu erlösen.
- In Teilen Serbiens und des Balkans wird geglaubt, dass man vor einer Begegnung mit dem Wesen es zuerst im Traum sehen muss und, dass es Menschen, die ihm im Leben Böses angetan hatten, im Schlaf erdrosseln kann.
- Man glaubt, dass wenn der Drekavac die Nacht über vor dem Haus schreit, jemand darin, der es hört, sterben würde. Auch erzählt man, dass jemand, auf den der Schatten des Wesens fällt, erkrankt und stirbt.
- Mancherorts erzählt man sich schmunzelnd, dass der Schrei der Kreatur daher herrühre, dass es ein langes Fell besäße, auf welches es oft trete und dann vor Schmerz schreie. Ebenso wird Licht als dem Wesen (zumindest zum Teil) Angst einjagend beschrieben.

## Ähnliche Kreaturen
- Bukavac aus Syrmien, Serbien – ein sechsbeiniges Untier mit knorrigen Hörnern, welches untertags im Wasser lebt und in der Nacht mit großem Getöse herauskommt und dann Menschen und Tiere erwürgt.
- Jaud, ein Drekavac aus einem vom Vampirismus befallenen ungeborenen Kind.
- Plakavac aus Herzegowina, ein Neugeborenes, das von der Mutter erwürgt wurde, in der Nacht aus dem Grab steigt und ins Elternhaus zurückkehrt, jedoch dort nur schreit aber keinen Schaden anrichten kann.

## Eine Fassung der Legende
Es war eine Zeit, in der selbst der Mond das Land mied. Nächte voller Schreie, die aus den Tiefen der Wälder kamen, schnitten den Menschen durch Mark und Bein. Es war der Drekavac – ein Wesen geboren aus der Seele eines ungetauften Kindes, verdammt, zwischen den Welten zu wandeln. Halb Tier, halb Schatten, trug es die Gesichter der Toten und weinte mit der Stimme derer, die man längst vergessen hatte. Dörfer wurden verlassen. Felder verdorrten. Niemand wagte sich mehr nach Einbruch der Dunkelheit hinaus.
Doch Nesho kam. Niemand wusste, woher er stammte. Manche sagten, er sei aus einem Alptraum gestiegen, den ein alter Gott einst träumte. Andere glaubten, er sei ein verstoßener Wächter des Jenseits. Sicher war nur eines: Er trug eine Rüstung aus Rabenfedern und ein Schwert, geschmiedet aus schwarzem Glas, das nur von Reue gehärtet werden konnte. Nesho folgte dem Klagen des Drekavac bis zu einem alten Friedhof, dort, wo das Gras nie wuchs. Drei Nächte wartete er still unter den knorrigen Bäumen, regungslos wie ein Grabstein. In der vierten Nacht erhob sich der Drekavac – ein schemenhaftes Wesen mit gebrochenen Gliedern und brennenden Augen. Er flüsterte Nesho Namen – die seiner Familie, seiner verlorenen Freunde, seiner eigenen inneren Dunkelheit. Doch Nesho wankte nicht. Mit einem einzigen, lautlosen Schritt trat er aus dem Schatten und streckte das Wesen mit seinem Glas-Schwert nieder. Doch es war nicht der Schnitt, der den Drekavac tötete – es war das Lied, das Nesho leise sang: ein uraltes Wiegenlied, das man einst den ungeborenen Kindern vorsang. Zum ersten Mal weinte der Drekavac – nicht vor Hass, sondern vor Erlösung. Er zerfiel zu Asche. Und der Wind trug ihn fort.
Seitdem schweigen die Nächte. Aber wenn du tief genug in den Wald gehst, kannst du es noch hören: das Lied, das selbst die verlorenen Seelen zum Frieden bringt – und den Namen Nesho, den man flüstert wie ein Gebet gegen die Dunkelheit.

## Moderne Erscheinungen
Obwohl die Figur eigentlich nur ein Kindermärchen ist, glauben doch auch Erwachsene an seine Existenz. Dem Duga Magazin zufolge berichten zahlreiche Einwohner der Dörfer im Zlatiborgebirge Sichtungen, und fast jeder behauptete, den Drekavac gehört zu haben.
1992 wurde davon berichtet, dass Bewohner des Dorfes Krvavica, am Flussufer der Morava tierische Überreste einer anscheinend unbekannten Art fanden und davon ausgingen, es müsste sich um einen Drekavac handeln – es hatte die äußere Erscheinung eines Hundes oder Fuchses aber mit den Hinterbeinen eines Kängurus, jedoch Hufen statt Pfoten.
Eine der neuesten Sichtungen stammt aus dem Jahr 2003; in Tometino Polje, einem Dorf nahe Divcibare, fand eine Reihe an Angriffen auf Schafe statt, ähnliche jenen wie zum Beispiel in südamerikanischen Gebieten beschriebenen Vorfällen mit Chupacabras, woraufhin einige Einheimische schlossen, dass ein Drekavac dahinter stecken müsste; wiederum andere aber verneinten dies, da sie nur Schreie in der Nacht hörten, jedoch die Schafe bei Tag erlegt worden waren.